# Юзефово (Могилёвская область)
Юзефово (бел. Юзафова) — деревня в составе Калатичского сельсовета Глусского района Могилёвской области Республики Беларусь.

## Население
- 1999 год — 31 человек
- 2009 год — 9 человек